# Pico do Castelhano
O Pico do Castelhano é uma elevação portuguesa localizada no concelho da Lagoa, ilha de São Miguel, arquipélago dos Açores.
Este acidente geológico tem o seu ponto mais elevado a 258 metros de altitude acima do nível do mar.
Esta formação geológica localiza-se nas imediações da aldeia do Cabouco, da Mata das Feiticeiras e do Pico do Cambado.